# Glattalautobahn
Die Glatttalautobahn (A121) ist eine geplante Autobahn in der Schweiz. Sie wird parallel des bestehenden Autobahn A1-Abschnitt im Zürcher Glatttal geplant und soll den Engpass bei der Verzweigung Brüttisellen beheben. Die Strecke soll rund neun Kilometer messen und zwischen Zürich-Nord und Baltenswil verlaufen.
Der Zürcher Kantonsrat hat am 27. März 2017 im Richtplan den Verlauf einer Glatttalautobahn in einem Tunnel von Baltenswil unter Dietlikon und Wallisellen nach Opfikon festgelegt.
Der Baubeginn soll in den 2040er-Jahren erfolgen.

## Varianten
Es werden 3 Varianten geprüft. Die eine Variante würde das Brüttiseller Kreuz direkt mit der Verzweigung Zürich Nord verbinden. Eine andere Variante würde sowohl Brüttiseller Kreuz als auch die Verzweigung Zürich Nord umfahren. Eine dritte Variante würde zusätzlich Effretikon umfahren.